# Aquileia
Aquileia (furlansky Aquilee, nebo Aquilea) je italské město, které je součástí územního spolku obcí Agro Aquileiese v autonomním regionu Furlansko-Julské Benátsko. V roce 2005 zde žilo 3456 obyvatel. Zbytky římského města je možno zhlédnout na volných prostranstvích a ve dvou muzeích.
Antické pozůstatky a patriarchální bazilika byly v roce 1998 zapsány do Seznamu světového kulturního dědictví UNESCO.
Kromě památek je Aquileia známá jako vinný region, produkují se zde kvalitní červená vína.

## Historie

### Římané
Původně to byla keltsko-venetská osada jménem Akilis, kterou založili keltští Karnové, kmen z Alp. Žili zde však hlavně původní Venetové a pravděpodobně také Ilyrové. Ve 2. století před Kr. oblast ovládli Římané. Římští konzulové Publius Cornelius Scipio Nasice, Gaius Flaminius a Lucius Manlius Acidinus byli v roce 181 před Kr. římským senátem vysláni založit město Aquileia spolu s 3000 římskými kolonisty. Později se k nim připojili další početné rodiny vojenských veteránů. Aquileia i celý kraj Venetia tedy kolonizovali Římané. V roce 89 před Kr. město získalo statut municipia a všichni jeho obyvatelé města římské občanství. Vzestup Aquileie však začal na přelomu letopočtů, za prvního císaře Augusta, který město povýšil na hlavní město (caput) kraje Venetia et Histria (Venecia a Histria). V období Augustovy vlády zde byly postaveny luxusní vily. Město bylo nazýváno „druhým Římem“. Rozmach následoval i v pozdějších obdobích. V Aquileii končila i slavná Jantarová stezka, která se táhla od Severního moře přes Carnuntum až sem. Odtud se jantar vyvážel do různých končin říše. Ve městě byly i sklářské dílny a od 3. století vlastní mincovna. Zdejší proslulé víno pocházelo z hojných vinic kolem města.
Ve 3. století, za císaře Septimia Severa zde bylo postaveno velkolepé fórum s chrámem, veřejnou bazilikou, stoa a jiné administrativní budovy. Aquileia byla známá i díky svému říčnímu přístavu, jehož ruiny vidíme i dnes. Tento přístav velkolepě přestavěl císař Claudius. Město však mělo i svůj námořní přístav Ad Aquas Gradatas na nedalekém ostrově Gradus, (nynější Grado, turistická oblast). V Gradu byla čtvrť civilistů a v pozdní antice až tři křesťanské baziliky, dvě z nich stojí dodnes. V pozdním období za císaře Diokleciána tam vznikla vojenská pevnost s posádkou. V Aquilei byl i hřbitov (sepolcretum), jehož část se zachovala dodnes, velké lázně a hipodrom, z nichž se však nic nedochovalo. Při Aquilei vedla i cesta Via Iulia Augusta, která funguje dodnes, jako hlavní moderní cesta. Pro obyčejné obyvatele byly postaveny bytové vícepatrové domy (insulae). Ve městě nechyběl ani akvadukt a kanalizace. Aquileia patřila mezi největší města v říši a mohla se rovnat Římu, Antiochii či Alexandrii.
Ve 4. století zde byla postavena velká křesťanská bazilika na podnět císaře Konstantina a aquilejského biskupa Theodora. Následující biskupové Fortunacián a Chromatius dali baziliku zvětšit. Vedle nich dodnes stojí dochované oktagonální baptisterium. Komplex starokřesťanských staveb dále zahrnoval dvě velké baziliky a biskupský palác. Bazilika byla poškozena během vpádu Hunů, ale její mozaiky můžeme obdivovat i dnes. Tyto mozaiky jsou největší raně křesťanské mozaiky v Evropě. Největší rozmach města byl ve 4. století, kdy zde žilo 300 000 obyvatel.

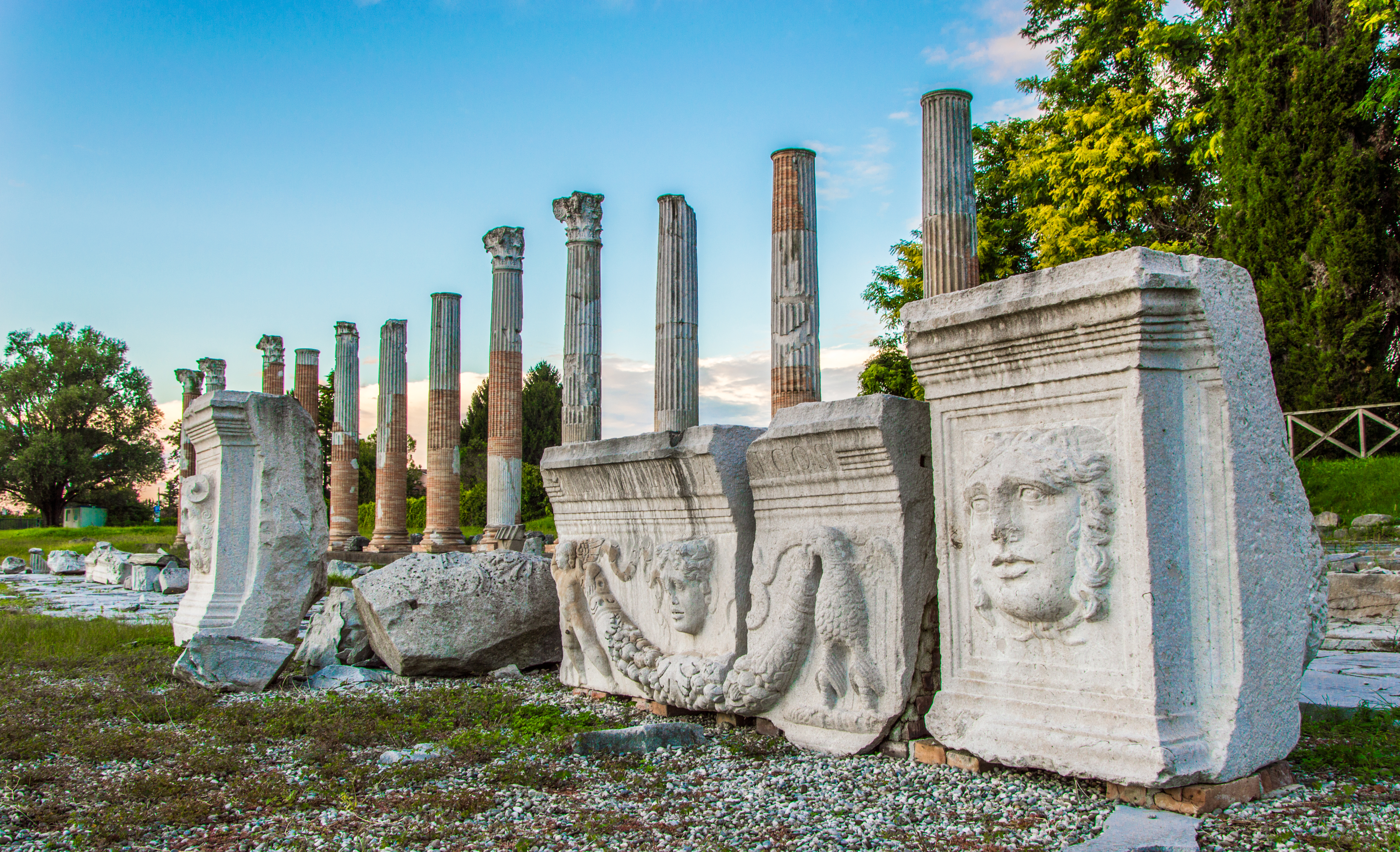
Forum Romanum

Poprvé se Aquileia stala předmětem bojů v roce 69, když ji ovládl římský císař Vespasianus, který bojoval s císařem Vitelliem o vládu v impériu. Velká krize města nastala v roce 167 když germánští nájezdníci: Markomani a Kvádové, kteří prolomili panonskou hranici Limes Romanus. Císař Marcus Aurelius je ve zmíněném roce v bitvě u Aquileie porazil a zatlačil na sever. V následujícím století proti městu vytáhl vzdorocísař Maximinus Thrax, dříve než stačil město dobýt, zabili jej vlastní vojáci. Aquilejští obyvatelé byli tak bohatí, že vyhladověli vlastní dobyvatele. Aquileii veleli dva generálové, Crispinus a Menophilon. Před touto válkou obyvatelé Aquileie postavili kolem města a přístavu hradby, které v předchozích letech nebyly potřebné. V okolí města se pěstovala vinná réva a obilí, proto byly městské sklady plné velkých amfor. Obyvatelé Aquileii tedy nepociťovali nedostatky.
V roce 361 císař Iulianus Apostata město během občanské války oblehl a dal změnit tok řeky, čímž narušil městský přístav. V roce 381 se zde konal církevní synod, kde se diskutovalo proti ariánské formě křesťanství. Této synodě předsedal milánský biskup sv. Ambrosius, hlava tehdejší církve a nejvlivnější muž po císaři Theodosiovi I.
Později sídlil v Aquileii uzurpátor Eugenius, který ve 4. století uzurpoval moc císaři Valentiniánu II. Valentiniána II. zabil velitel římských vojsk Arbogast a na trůn dosadil zmíněného Eugenia. Eugenius i Arbogast byli poraženi byzantským císařem Theodosiem. Tato bitva se odehrála nedaleko Aquilei. Pak Aquileiu dvakrát obléhal vizigótský král Alarich I., který později dobyl Řím. V polovině 5. století Hunové pod vedením Attily po porážce na Katalaunských polích vytáhli proti Itálii a plenili celý její sever. V roce 452 po tříměsíčním neúspěšném obléhání náhodnou střelou prolomili část hradeb a zničili mnohé budovy města, vypálili a těžce poškodili i velký křesťanský komplex, fórum, hipodrom a lázně. Část obyvatelstva utekla a založila Benátky. Jiní se uchýlili na ostrov Grado. Mnoho staveb se v následující době opravilo, což značí, že hunský útok nebyl příčinou úpadku města tak, jak jej popisuje lidová tradice středověkého původu. V 6. století Aquileia patřila Ostrogótům, Byzantské říši a nakonec ji ovládali Langobardi. Právě v langobardské době město úplně zaniklo, protože probyzantský aquilejský patriarcha Paulinus odešel do Grada, které zůstalo pod správou Byzance.

### Středověk

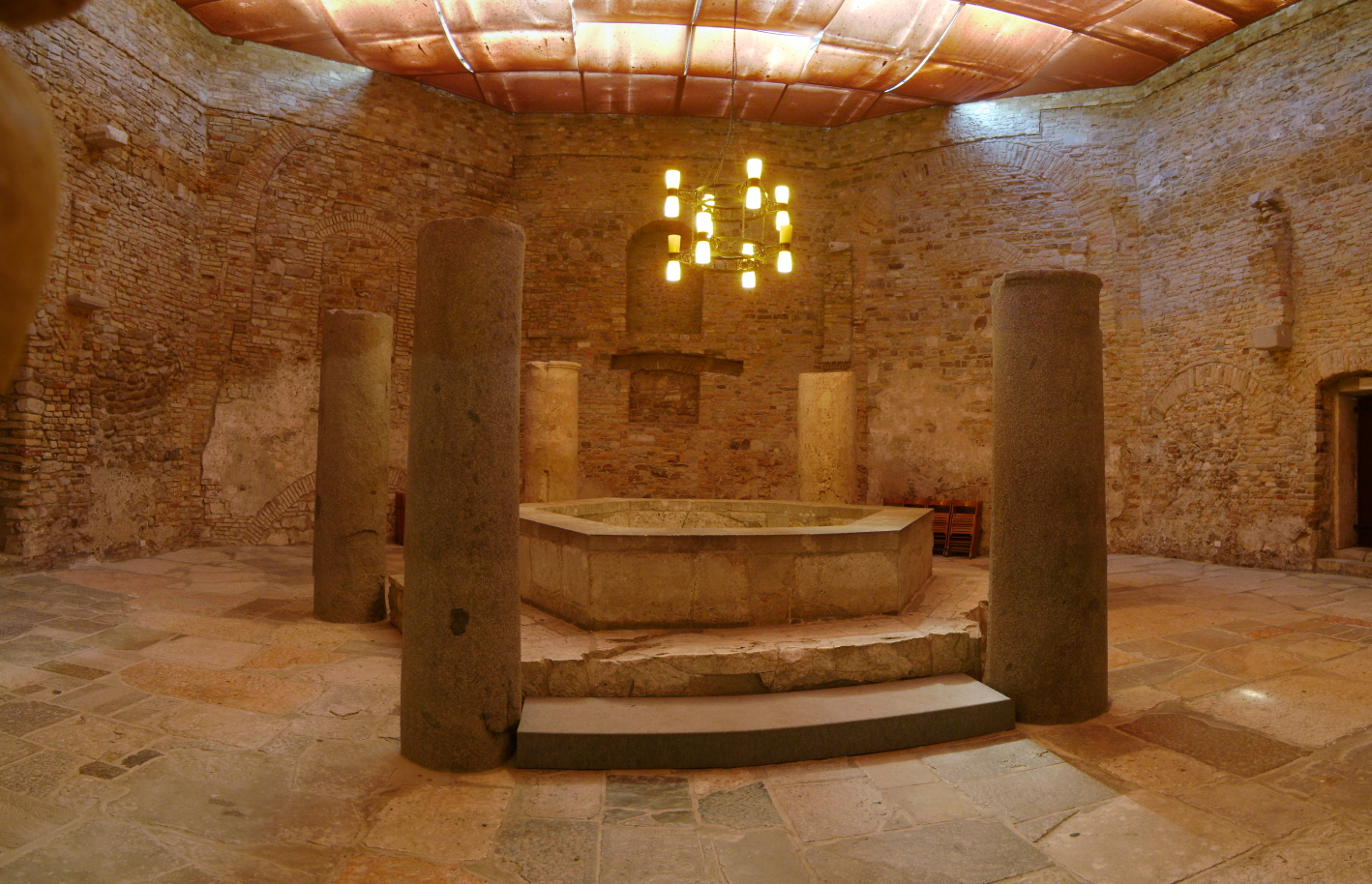
Baptisterium, konec 4. století

Během středověku město hrálo významnou církevní roli, ale nikdy nedosáhlo své antické monumentality. Když se aquilejský patriarcha Maxentius v 9. století vrátil do Aquileie, nechal opravit jižní aulu starého raně křesťanského komplexu. Severní aula už obnovena nebyla, a tak se ani nedochovala. Maxentius zde vybudoval i kryptu, kterou vyzdobili řečtí malíři z Konstantinopole. Interiér baziliky je poznamenán pozdějšími gotickými přestavbami. V roce 1031 patriarcha Poppone z Aquileie baziliku zvětšil a také zde postavil zvonici v románském slohu. Zvonice stojí na místě, kde stála původní severní aula římského církevního komplexu. Na stavbu této zvonice byly použity kameny z římského amfiteátru. Za Popponeho prožívala Aquileia rozmach, byly zde vystavěny nové hradby a opraveny ty staré, římské. Římská křesťanská bazilika v části Monastero byla přestavěna na ženský klášter a monumentální budova římských skladů při patriarchální bazilice z konce 3. století byla tímto patriarchou přestavěna na patriarchální palác. V roce 1348 Aquilei postihlo zemětřesení a interiér baziliky rekonstruoval patriarcha Marquardt v gotickém slohu. Na románskou zvonici byl nadstaven gotický špic.

## Dějiny Akvilejského patriarchátu

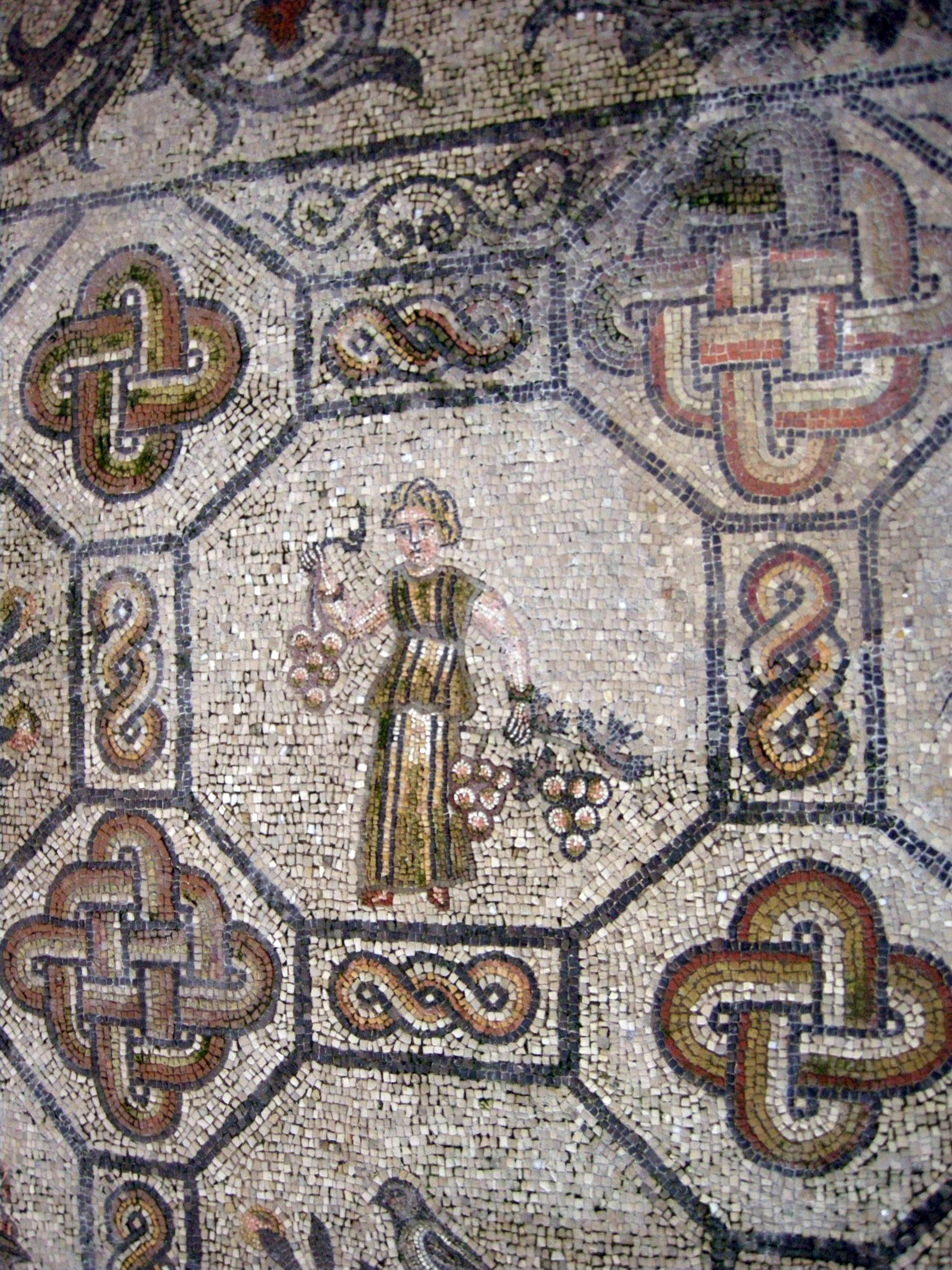
Část mozaikové výzdoby vevnitř baziliky, 4. století

V roce 557 se Aquileia stala jedním z center složitého církevního sporu, tzv. „Tří kapitol“. Akvilejský patriarcha Paulinus se na nedalekém ostrově Grado definitivně usadili poté, co Aquileiu a celou severní Itálii v roce 568 ovládli Langobardi. Langobardi však odmítli uznat tento pro-byzantský patriarchát a vyhlásili vlastní Akvileiský patriarchát, přičemž tento patriarcha sídlil v hlavním městě, Civitate Forum Iulii (dnešní Cividale del Friuli), čímž se Grado a Aquileia zcela rozdělili a existovali dva nepřátelské církevní patriarcháty se stejným jménem. Patriarchové v Grade, podle Byzance uznávali tři kapitoly, zatímco pro-papežští patriarchové v Cividale byli proti.
V roce 787 severní Itálii i s Aquileiou ovládli Frankové pod vedením Karla Velikého. Následovalo období Popponeho a Marquarda, návrat patriarchů z Cividale do Aquileie a oživení města. Akvileiský patriarchát patřil mezi nejdůležitější patriarcháty v Evropě a měl velký vliv, v 9. století vyslal misionáře i na Velkou Moravu a ve 12.–14. století se patriarchy stali tři Češi z vládnoucího rodu:
- Svatobor (Fridrich), syn českého knížete Spytihněva II., v úřadu v letech 1084–1085
- Mikuláš Lucemburský, nemanželský syn krále Jana Lucemburského, v úřadu od 22. října 1350 do 29. července 1358, kdy zemřel v Bellunu
- Jan Soběslav, nemanželský syn moravského markraběte Jana Jindřicha Lucemburského, v úřadu od 1387 do 13. října 1394, kdy zemřel v Udine

Akvileiský patriarchát kontroloval území Furlanského kraje a místní románská nobilita, společně s patriarchou řídili chod státu. V 15. století ovládli Friuli Benátčané a sídlo akvileiského patriarchy bylo přeneseno do Benátek, přičemž papež zrušil patriarchát v Gradu, které také patřilo Benátkám. Patriarchát byl definitivně zrušen v roce 1751, po sporech mezi Benátčany a Rakušany o územní nároky na Friuli. Byly vytvořeny dva patriarcháty, jeden se sídlem v Udine druhý v městě Gorizia, které jsou činné dodnes.

## Památky
Dějiny Aquileie jsou velmi pestré, má bohaté památky, bazilika v Aquilei patří mezi největší v Itálii. V římské době zažilo město svůj největší rozmach. Dnes je Aquileia pouze malým městečkem. Můžeme zde však obdivovat památky, připomínající slavnou minulost. Z římské doby tu stojí zříceniny římského fóra, mauzoleum, ruiny říčního přístavu, římské pohřebiště a nejvíce známé jsou raně křesťanské mozaiky v interiéru baziliky, které pocházejí z prvního komplexu, ze 3. stol. Z raně křesťanské doby je i dodnes stojící baptisterium před budovou baziliky, jejíž fasáda pochází z přestavby prvního komplexu ze 4. stol. Kromě toho jsou zde další mozaiky, z oratorií a římských domů vedle baziliky a oproti ní, a dále raně křesťanské mozaiky ve Starokřesťanském Muzeu (Museo Paleocristiano), kde stála další bazilika ze 4. stol. Ve městě je i Archeologické muzeum, kde jsou různé římské sochy, mozaiky z římských lázní a veliká sbírka římských prstenových gem, mincí a římských skleněných nádob.

## Víno

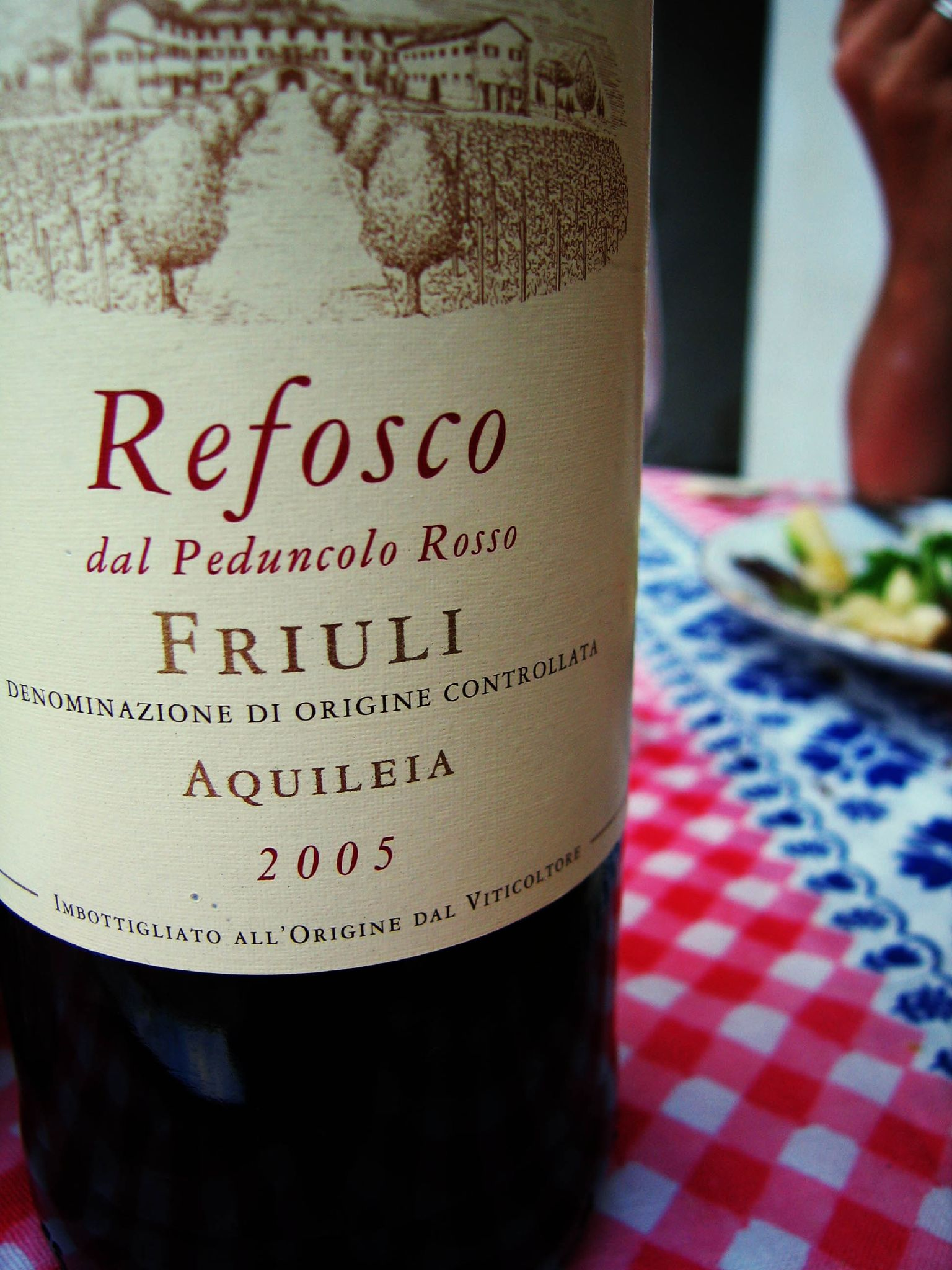
Refosco

V okolí města se produkuje víno, které se řadí pod tzv. vinnou oblast Aquileia. Z této oblasti, která je známá hlavně pro své červené víno pochází autochtonní (DOC) červené víno Refosco. Vinná oblast Aquileia patří mezi oblasti, kde se produkuje jedno z nejkvalitnějších vín na světě. Historie vína je zde velmi stará, přičemž největšímu rozmachu napomohli Římané. Historik Hérodianos popisoval Aquilei, jak věhlasnou vinnou oblast již ve 3. stol. Víno Refosco bylo známé již v římské době.

## Fotogalerie

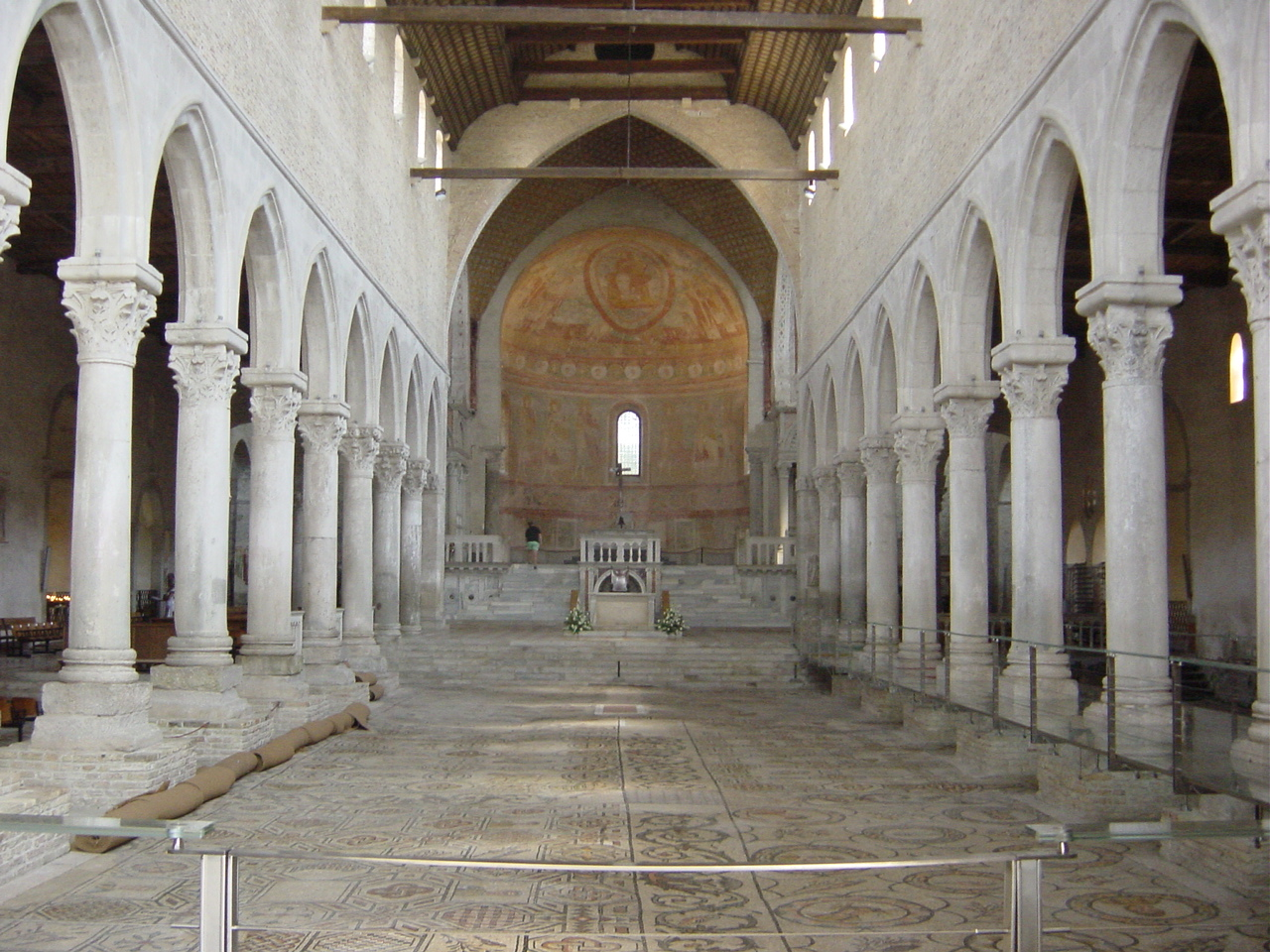
Interiér patriarchální baziliky
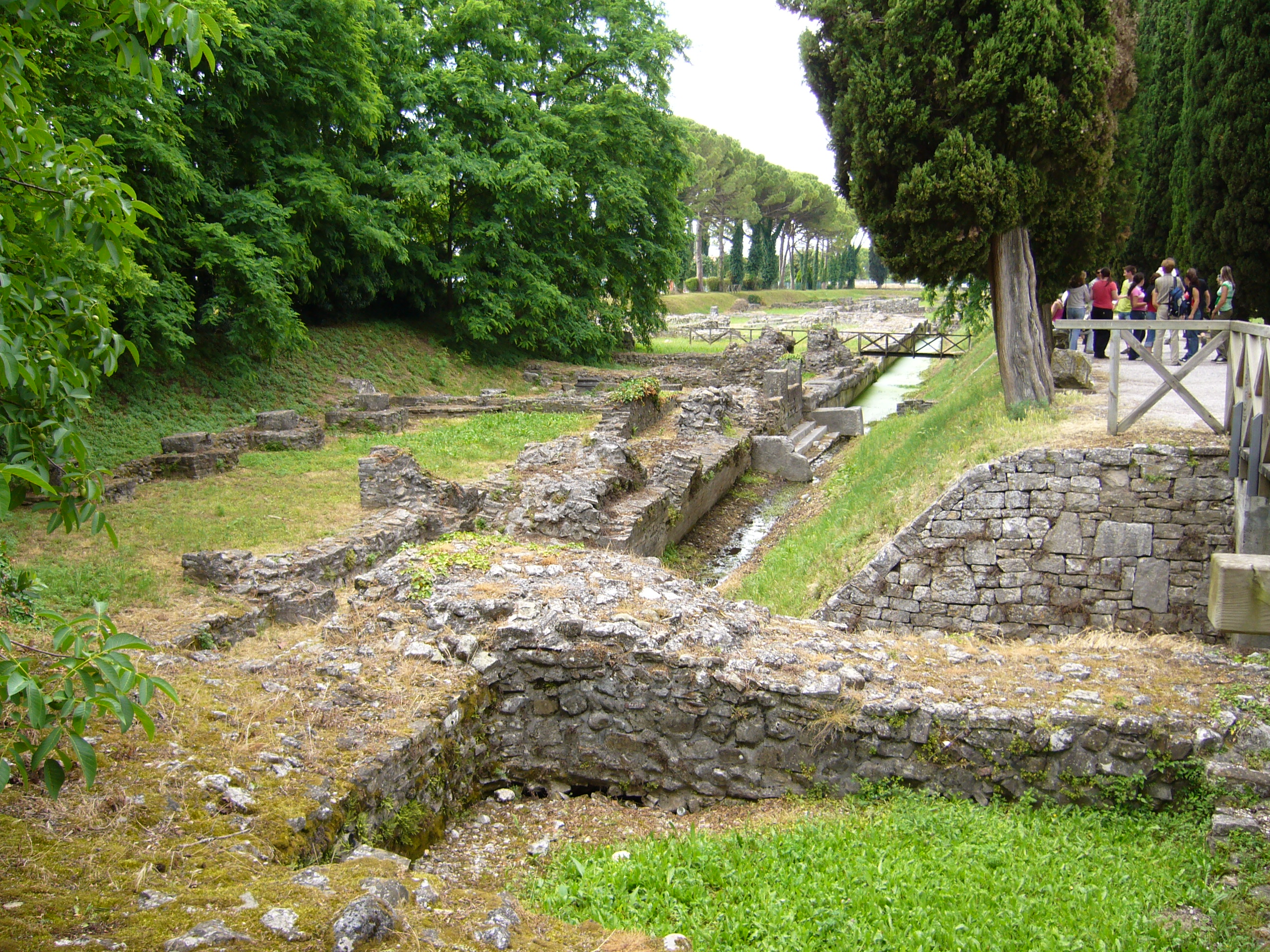
Pozůstatky starověkého říčního přístavu

## Zajímavost
Jistý počet obyvatel města se po vpádu Hunů usadil v lagunách a ti později založili město Benátky.